# Hartmut Söhn
Hartmut Söhn (* 4. April 1938 in Nümbrecht; † 5. Dezember 2020) war ein deutscher Rechtswissenschaftler.

## Leben
Nach dem Abitur am Hollenberg-Gymnasium in Waldbröl studierte er von 1958 bis 1962 Rechtswissenschaften an den Universitäten Bonn, Köln und München (erste und zweite juristische Staatsprüfung in München). Von 1964 bis 1971 war er wissenschaftlicher Assistent am Institut für Öffentliches Wirtschafts- und Steuerrecht der LMU München. Nach der Promotion 1965 zum Dr. iur. und der Habilitation 1971 mit Lehrberechtigung für Staats- und Verwaltungsrecht, Finanz- und Steuerrecht an der Juristischen Fakultät der Universität München wurde er 1973 ordentlicher Professor für Finanz- und Steuerrecht am Rechts- und Wirtschaftswissenschaftlichen Fachbereich der TH Darmstadt. Am 1. April 1979 wurde er auf den Lehrstuhl für Staats- und Verwaltungsrecht, insbesondere Finanz- und Steuerrecht an der Universität Passau berufen. Zum 1. Oktober 2006 wurde er emeritiert. Söhn starb am Abend des 5. Dezember 2020.

## Schriften (Auswahl)
- Steuerrechtliche Folgenbeseitigung durch Erstattung. Zugleich ein Beitrag zum Steuerschuldverhältnis. München 1973, ISBN 3-406-02916-7.
- Anwendungspflicht oder Aussetzungspflicht bei festgestellter Verfassungswidrigkeit von Gesetzen?. Frankfurt am Main 1974, ISBN 3-7610-3421-0.
- als Herausgeber: Die Abgrenzung der Betriebs- oder Berufssphäre von der Privatsphäre im Einkommensteuerrecht. Betriebsausgaben/Werbungskosten, Privatausgaben, Betriebsvermögen, Privatvermögen. Mit einem rechtsvergleichenden Teil. Köln 1980, ISBN 3-504-62004-8.
- als Herausgeber mit Klaus Tipke: Gedächtnisschrift für Christoph Trzaskalik. Köln 2005, ISBN 3-504-06031-X.